# Franz Arnold (homme politique)
Pour les articles homonymes, voir Franz Arnold (homonymie).
Franz Arnold, né le 21 août 1897 à Flüelen et décédé le 26 décembre 1984 à Altdorf (UR), est une personnalité politique suisse, membre du Parti radical-démocratique (PRD).

## Biographie
Après avoir effectué sa scolarité à Sarnen, Franz Arnold reprend l'entreprise familiale d'extraction de sable et de gravier dans le lac d'Uri. Membre du Parti radical-démocratique, il est maire de sa commune de Flüelen de 1928 à 1932. Quelques années plus tard, il entre au gouvernement du canton d'Uri, où il siège de 1936 à 1958, qu'il dirige à deux reprises en 1944-1946 et en 1948-1950. Parallèlement à son mandat gouvernemental, Franz Arnold siège également au Conseil national de 1947 à 1963. Il s'intéresse notamment aux questions économiques et financières, ainsi qu'à différents dossiers en liens avec les transports.